# Führmann Henschell

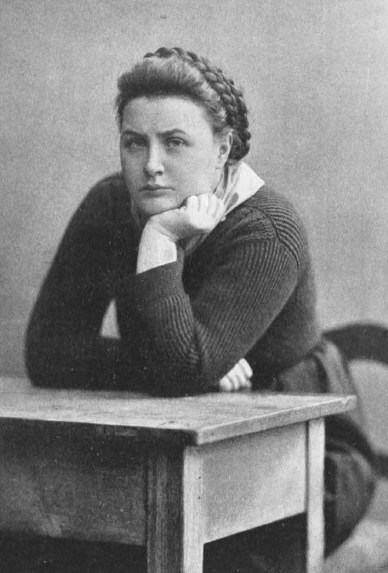
Else Lehmann desempenhou um papel proeminente na obra "Fuhrmann Henschel" de Gerhart Hauptmann no Deutschen Theater Berlin

O Cocheiro Henschell (Führmann Henschell), é uma peça de teatro naturalista em cinco actos de 1898 do dramaturgo alemão Gerhart Hauptmann.Ao contrário da sua peça de 1892 Os Tecelões, Hauptmann centra-se na dimensão psicológica da história, ao invés de na social. E como na sua peça de 1902 Rose Bernd, esta apresenta o desaparecimento de uma pessoa comum que cai vítima de circunstâncias fora do seu controle. Como em muitos dos dramas de Hauptmann, este termina com o suicídio do seu personagem principal.

## Resumo da trama
Malchen Henschel está se sentindo doente e pensa que pode morrer. Ela fala com Hanne, uma empregada ríspido. O marido entra, discutindo o seu negócio de cocheiro, acarretando mercadoria de um lado para outro. A Sra. Henschel tem ciúme quando descobre que o seu marido foi gentil ao apanhar o avental de Hanne. Se ela morrer, o que acontecerá com Gustel, a sua filha bebé?
Siebenhaar, proprietário de um hotel, incentiva-o a esquecer o seu voto para com a esposa morta. Agora, casada com Henschel, Hanne cai em si ao ver que com ele veio a sua filha, nascida fora do casamento devido ao seu irresponsável e bêbado pai, embora ela negue que a garota é dela. A morte de Gustel pode ser compensada pela chegada de Berthel. No lavatório público, vários homens resmungam sobre as mudanças no carácter de Henschel, desde o seu segundo casamento, culpando Hanne.
Hauffe, expulso de seu emprego por causa dela, sugere que Gustel pode ter sido envenenada por Hanne. Henschel está cada vez mais desanimado. Ao discutir os seus problemas de casamento com Siebenhaar, Henschel lembra a sua promessa quebrada. Henschel e a mulher retiram-se para passar a noite. Mas quando olha a sua figura silenciosa na cama, Siebenhaar diz a Hanne que o seu marido está morto.

## História da peça de teatro
Hauptmann Começou a escrever a peça em 1897 e completou-a no ano seguinte, quando foi também publicado pela primeira vez. Teve a primeira encenação em Berlin, no Deutsches Theater a 5 de Novembro de 1898.
Constantin Stanislavski dirigiu uma produção em russo da peça, fazendo parte da segunda época do Teatro de Arte de Moscou, em 1999. nesta produção havia ruídos vincados de fora do palco de bolas de bilhar, moedas a tilintar e uma valsa banal. Uma crítica de teatro da altura, V. L. Yuren'yeva, escreveu o seguinte:

As pessoas estão realmente vivas... Há muito pouca maquiagem e sem qualquer 'teatralidade'. Eles comem salsicha real no café da manhã, cortam fatias de queijo com buracos de um bloco quadrado. O cheiro de empregadas de aventais recém engomados e o farfalhar de suas saias podem ser ouvidas sobre o palco. Os atores ignoram literalmente o público, actuando para si e entre si. Eles são tragados pelo seus próprios sentimentos, avaliam e absorvem o contacto visual dos seus colegas atores.
Houve pelo menos duas outras produções da peça na Rússia naquele ano — uma no teatro privado de Korsch (inaugurada em 31 de agosto de 1899) e outra no Teatro Maly de Moscovo (que abriu em 2 de setembro de 1899).